# Stadhuis van Kortrijk

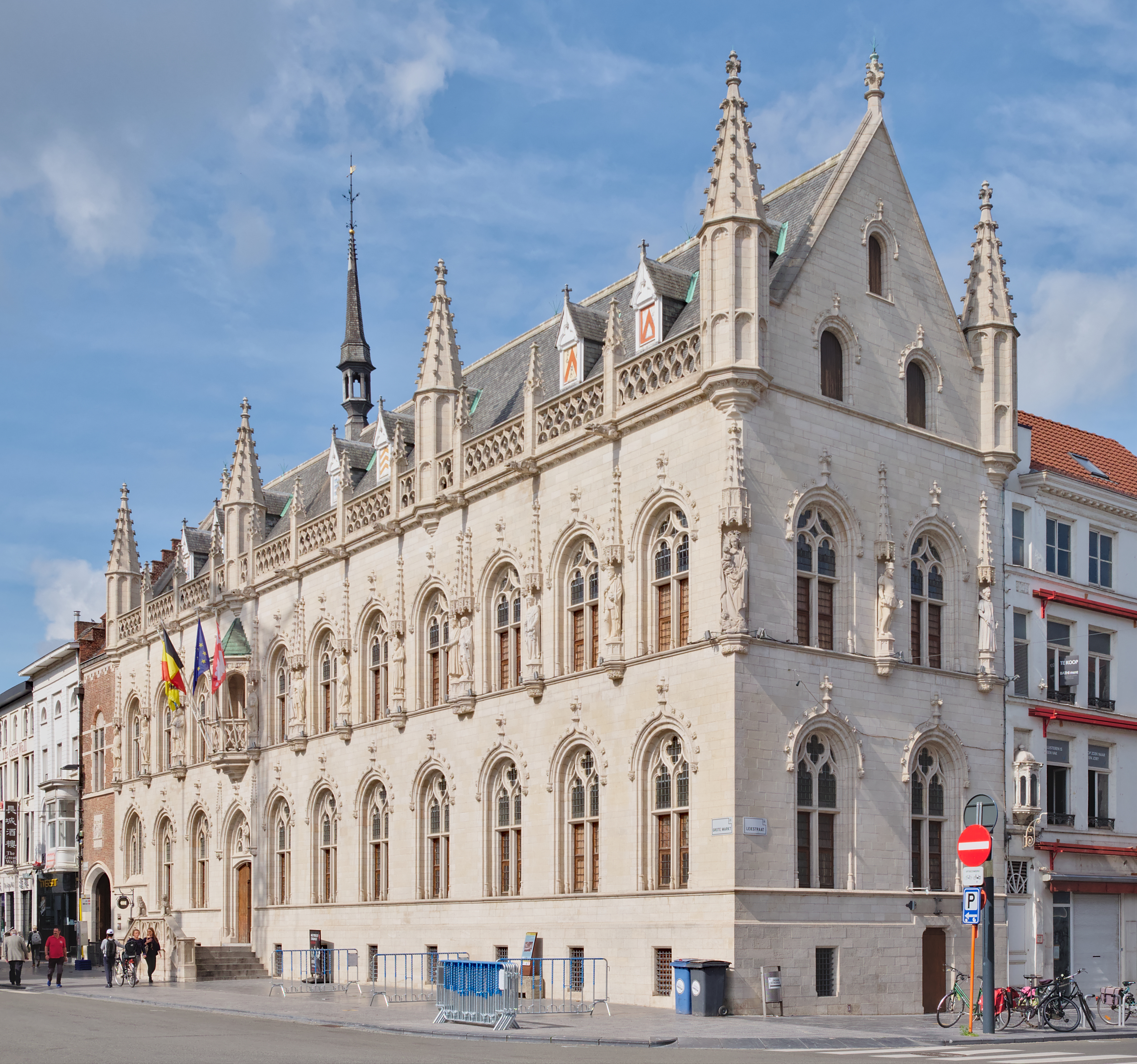
Stadhuis Kortrijk (2018)

Het Stadhuis van Kortrijk op de Grote Markt dateert van de eerste helft van de 16de eeuw en was hersteld in 1846. De bouwstijl is een voorbeeld van de gotisch-renaissance overgangsstijl. De 14 beeldnissen in de gevel zijn gevuld met de beelden van de graven van Vlaanderen.
Twee fraaie en uitbundig gesneden schoorstenen in het stadhuis verdienen speciale aandacht. Die in de raadszaal boven dateert uit 1527 en geeft een allegorische voorstelling van de deugden en de ondeugden. De andere, driekwart eeuw later, bevat een heraldische voorstelling van de adellijke families van de stad.

## Geschiedenis
Reeds in de 14de eeuw bezat Kortrijk een stadhuis (scepenhuus), dat echter door de Fransen, na hun overwinning in de Slag bij Westrozebeke, in 1382 volledig werd afgebrand. Tijdens een recente renovatie werden bovendien nog oudere resten van een bakstenen gebouw uit de 13de eeuw teruggevonden. In 1393 verwoestte een brand het heropgebouwde stadhuis. Van het hooggotische gebouw uit 1420 zijn alleen de spitsbogen in de hal beneden en op de verdieping overgebleven.
Het huidige stadhuis, waarvan de kern zeker teruggaat tot 1418, werd omstreeks 1520 in een gotisch-renaissance overgangsstijl opgetrokken en aanzienlijk vergroot. De voorgevel was verguld en met polychromie versierd (zoals nu nog het stadhuis van Brussel). De beelden van de profeten in de nissen werden in 1526 vervangen door die van de voornaamste Graven van Vlaanderen. Het stuk voorgevel dat in 1616 werd bijgevoegd bleef in dezelfde stijl. 
Van het einde van de 17de eeuw en gedurende de hele 18de eeuw onderging de gevel allerlei veranderingen en zelfs verminkingen. Zo stond de Kortrijkse schandpaal tegen de gevel van het stadhuis.
In 1807, tijdens de Franse Revolutie, werden de beelden van de graven en baldakijnen uitgebroken en de gehele gevel werd in overeenkomst met de woelige tijdgeest volledig effen afgewerkt.
Omstreeks 1850 werd de gevel op een niet al te gelukkige wijze hersteld. Reeds tijdens de uitvoering van de werken werd de degelijkheid en de kunstwaarde van deze restauratie betwist. De beelden van de twaalf Vlaamse graven werden in 1872 teruggezet in de nissen. De schepenzaal werd in 1875 gerestaureerd en door koning Leopold II en koningin Maria-Hendrika ingewijd. In 1934 kwam de historische raadzaal aan de beurt.
In 1938 werden de eerste plannen opgemaakt voor een restauratie in de stijl van de 16de eeuw. De restauratiewerken werden uiteindelijk onder leiding van Luc Viérin uitgevoerd eind jaren 1950 en duurden van 1958 tot 1961. Op zondag 8 juli 1962 kwamen koning Boudewijn I en koningin Fabiola het gerestaureerde stadhuis inwijden.
Ondanks de erkertorentjes, de hogels en kruisbloemen boven de vensters, de beeldnissen met de hoge baldakijnen en het dakruitertje, heeft het geheel een horizontalistische uitstraling.

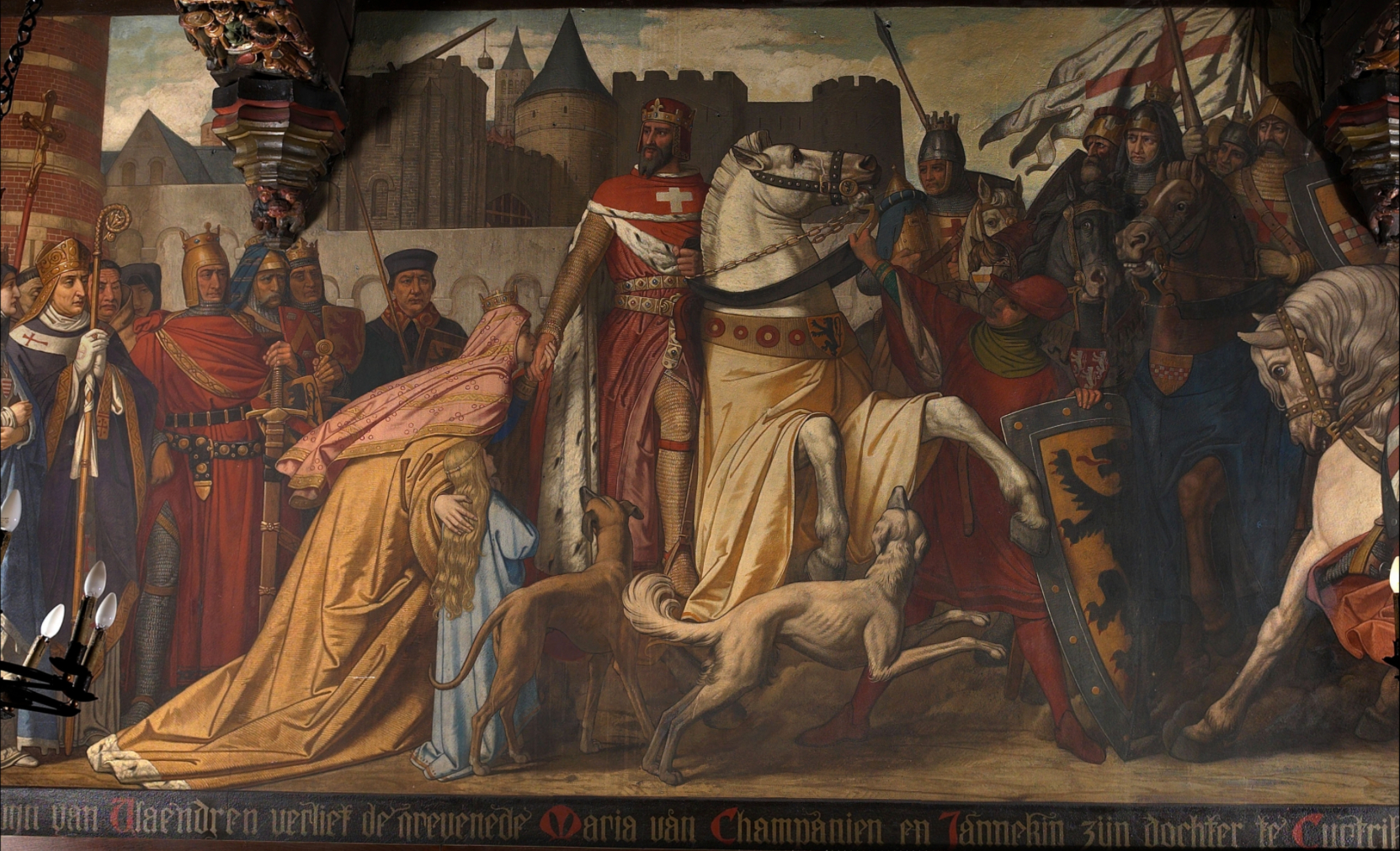
Zicht op de befaamde muurschilderingen binnenin het historisch stadhuis (Boudewijn van Vlaanderen op Kruistocht)

## Interieur
Binnen in het stadhuis van Kortrijk bevinden zich de schepenzaal en de raadzaal met 16de-eeuwse gebeeldhouwde schouwen. Men vindt er glasramen, muurschilderingen
en merkwaardige topografische kaarten.

### Historische schepenzaal, de Vierschaar
In deze zaal spraken de schepenen recht tot in 1787. Tegenwoordig dient ze als trouwzaal en voor plechtige ontvangsten.
In het interieur van de Schepenzaal is de houten zoldering opvallend: de balkzolen zijn versierd met polychrome, allegorische voorstellingen van Vrouwe Justitia. In deze zaal staat een opvallende laatgotische schoorsteen uit 1527, versierd met het wapen van Gent, Brugge, Ieperen wapen van het Brugse Vrije, . Er zijn ook muurschilderingen (van Godfried Guffens en Jan Swerts) uit 1875 met historische taferelen en glasramen met de wapens van Kortrijk, de drie Kortrijkse Rederijkerskamers, de vier bijzonderste eden van Kortrijk en de Kortrijkse 13de-eeuwse ambachten en neringen (vooral textiel).

### Historische Raadzaal
De Raadzaal op de eerste verdieping heeft een zandstenen schoorsteenmantel (van 1527) met allegorische figuren (gerechtigheid (links) en vrede (rechts)) en centraal een beeld van keizer Karel. Dit stenen kantwerk is zeker een van de mooiste pronkstukken van het Kortrijkse stadhuis. De schoorsteen rust op twee eenvoudige gotische staanders, het geheel is uitgewerkt in zandsteen, behalve de bovenkant, waarvan de nissen en beelden uit hout zijn vervaardigd.
Ook in het interieur van deze Raadzaal is de houten zoldering opvallend: de balkzolen zijn er versierd met polychrome, allegorische voorstellingen, verwijzend naar teksten uit de Bijbel en de klassieke literatuur aangaande vrouwenlisten.